# خط ليمان ألفا

the Lyman-alpha line

خط ليمان ألفا في الفيزياء يكتب line Ly-α هو الخط الطيفي لذرة الهيدروجين والذرات المشابهة لها
تصف سلسلة لايمان عودة الإلكترون المثار في ذرة الهيدروجين من المدار n=2 إلى المدار n=1,

حيث n هو عدد الكم الرئيسي
يصحب هبوط الإلكترون من مستوى الطاقة العالي 2 إلى مستوى الطاقة المنخفض 1 في ذرة الهيدروجين، يصحبه أن يصدر الإلكترون شعاعا ضوئيا (فوتون) يحمل فرق الطاقة بين المستويين. هذا الشعاع أو هذا الفوتون يمكن قياسه وتعيين طول موجته.
في ذرة الهيدروجين الطول الموجي 1215,668أنجستروم (1,216×10 -7 م) ؛ طول الموجة هذا يعتمد على تردد الشعاع 2.47×1015 هيرتز ، حيث حاصل ضرب طول الموجة في التردد تساوي سرعة الضوء.
نجد خط لايمان-الفا في نطاق الأشعة فوق البنفسجية من الطيف الكهرومغناطيسي.
حيث يحدث الاضطراب في البنية الدقيقة انشقاق لخط لايمان –الفا وتحديدا تفاعل لف - مدار للإلكترون .
الحالات الخاصة الثابتة لاضطراب هاملتون تسمى بالزخم الزاوي j للإلكترون(اللف المداري + اللف المغزلي)
ففي المدار n=2 هناك مدارين فرعيين j=1/2 , j=3/2 ينتجان طيف مزدوج,
وللمستوى j=3/2 طاقة عالية(أقل سلبية) والطول الموجي للخط الطيفي المزدوج قصير
K-elpha أو Kα هو خط مماثل لخط لايمان –الفا لذرة الهيدروجين، يحدث عند طاقات عالية لأطياف الانبعاث الناتجة عن العناصر الكيميائية ويحدث عند انتقال الإلكترون بين مستويات ذرة الهيدروجين ويمكن حساب تردد هذا الخط(في مدى أشعة اكس للعناصر الثقيلة)
باستخدام قاعدة التردد لخط لايمان-الفا ولكن بتعديل العدد الذري Z لاختلافه من ذرة لأخرى ليصبح 2(Z-1) وذلك كما موضح في قانون موزلي
سلسلة لايمان –الفا وباقي سلاسل لايمان لطيف الهيدروجين يمكن وصفها بسهولة من معادلة ريدبرغ ونموذج بور شبه الكلاسيكي